# Атакишиев, Рауф Исрафил оглы
Рауф Исрафил оглы Атакишиев (азерб. Rauf İsrafil oğlu Atakişiyev) — советский азербайджанский музыкант, пианист и певец-солист. Народный артист Азербайджанской ССР (1967), профессор (1972). Брат Таира Атакишиева.

## Биография
Рауф Атакишиев родился 15 июля 1925 года в городе Геокчай Азербайджанской ССР. В 1943 году поступил в Азербайджанскую государственную консерваторию. С 1946 года учился в Московской государственной консерватории по классу фортепиано у К. К. Игумнова и по классу вокала у А. В. Неждановой.
В 1952 году, окончив аспирантуру, вернулся в Баку, начал выступать как пианист и певец-солист Азербайджанского театра оперы и балета. С 1953 года начал преподавать в Азербайджанской государственной консерватории. С 1969 года заведовал кафедрой специального фортепиано. В 1967 году Р. И. Атакишиеву было присвоено звание Народного артиста Азербайджанской ССР. В 1972 году ему присвоено учёное звание профессора. Р. Атакишиев награждён Орденом Дружбы народов, медалью «В ознаменование 100-летия со дня рождения Владимира Ильича Ленина», Почётными грамотами Президиума Верховного Совета Азербайджанской ССР (1972) и Молдавской ССР. Рауф Атакишиев умер 3 февраля 1994 года.